# آرتور مورزا
آرتور مورزا (اوکراینی: Артур Артурович Мурза؛ زادهٔ ۱۳ ژوئیهٔ ۲۰۰۰) بازیکن فوتبال اهل اوکراین است.